# Béatrice de Bavière
Titre
Reine consort de Suède
17 octobre 1356 – 20 juin 1359
(3 ans et 12 jours)
Béatrice de Bavière  (en allemand : Beatrix von Bayern), née vers 1344 et morte le 25 décembre 1359 était une reine consort de Suède, épouse du roi Éric XII de Suède.

## Biographie
Béatrice est la fille de l'empereur germanique Louis IV de Bavière. Elle épouse le roi Eric en 1356 mais elle meurt peu de temps après son époux ainsi que leurs enfants en bas âge sans doute victimes de la même épidémie de peste noire (1359).